# Крива Балка (Одеса)
Крива Балка — колишнє село та історичний район Одеси.

## Стислі відомості
В 1910-х роках планувалася побудова дачного селища «Згода» у Кривий Балці, що було розташовано на вул. Академіка Панкратової — довідник «Вся торгово-промышленная Одесса», 1914 рік. Селища «Згода» та «Костянтинівка» були розташовані поблизу села Крива Балка — земля тут була дешевою, неподалік розташований потік, колодязі.
В часі Голодомору 1932—1933 років нелюдською смертю померло не менше 170 людей..
Станом на 1950-ті роки вже перебувало в складі Одеси.